# Haploembia clypeata
Haploembia clypeata is een insectensoort uit de familie Oligotomidae, die tot de orde webspinners (Embioptera) behoort. De soort komt voor in Congo-Kinshasa.
Haploembia clypeata is voor het eerst wetenschappelijk beschreven door Navás in 1923.